# Kazimierz Majdański
Kazimierz Jan Majdański (ur. 1 marca 1916 w Małgowie, zm. 29 kwietnia 2007 w Łomiankach) – polski duchowny rzymskokatolicki, doktor teologii moralnej, biskup pomocniczy włocławski w latach 1963–1979, biskup szczecińsko-kamieński w latach 1979–1992, wiceprzewodniczący Papieskiej Rady ds. Rodziny w latach 1980–1981, arcybiskup ad personam od 1992, od 1992 arcybiskup senior archidiecezji szczecińsko-kamieńskiej. Kawaler Orderu Orła Białego. Brat Walentego Majdańskiego.

## Życiorys
Pochodził z wielodzietnej rodziny robotniczo-rolniczej. W latach 1934–1939 studiował filozofię i teologię w Wyższym Seminarium Duchownym we Włocławku. 7 listopada 1939, jako alumn VI roku, został aresztowany przez gestapo. Był więziony w Sachsenhausen i Dachau, w Dachau został poddany doświadczeniom pseudomedycznym. Po uwolnieniu przyjął święcenia kapłańskie 29 lipca 1945 w Paryżu. Odbył studia doktoranckie w dziedzinie teologii moralnej na uniwersytecie w szwajcarskim Fryburgu. Od 1949 był wikariuszem parafii katedralnej we Włocławku oraz wykładowcą miejscowego seminarium (także jego wicerektorem w latach 1952–1957). W latach 1956–1974 kierował redakcją pisma „Ateneum Kapłańskie”.
19 listopada 1962 został mianowany biskupem pomocniczym diecezji włocławskiej ze stolicą tytularną Zorolus. Sakrę biskupią otrzymał 24 marca 1963 we Włocławku z rąk kardynała Stefana Wyszyńskiego. Pełnił funkcje wikariusza generalnego diecezji i dziekana kapituły katedralnej. Brał udział w II i IV sesji soboru watykańskiego II. Prowadził wykłady w Akademii Teologii Katolickiej, w 1972 habilitował się. W 1975 założył Instytut Studiów nad Rodziną w Łomiankach przy ATK i do 1993 był jego pierwszym dyrektorem.
W marcu 1979 został biskupem diecezjalnym diecezji szczecińsko-kamieńskiej. W okresie sprawowania przez niego funkcji biskupiej powstało Wyższe Seminarium Duchowne w Szczecinie (1981) oraz Instytut Świeckiego Życia Konsekrowanego – Świętej Rodziny (1986). W 1987 był inicjatorem i organizatorem wizyty Jana Pawła II w Szczecinie. Przyczynił się do rozwoju i poszerzenia diecezji, co dało podstawy do podniesienia Szczecina do rangi metropolii w marcu 1992. W tym samym roku ze względu na osiągnięcie wieku emerytalnego został przeniesiony w stan spoczynku i zwolniony z obowiązków duszpasterza diecezji, otrzymał jednocześnie tytuł arcybiskupa ad personam. Uczestniczył w pracach instytucji watykańskich, był wiceprzewodniczącym Papieskiej Rady ds. Rodziny, brał udział w sesji Światowego Synodu Biskupów w 1980.
Osobistym sekretarzem biskupa w latach 1986–1989 był ks. prałat dr Ireneusz Sokalski.
Specjalizował się w teologii małżeństwa i rodziny. W 1982 uzyskał tytuł profesora nadzwyczajnego. Autor książek, m.in.:
- Wspólnota życia i miłości. Zarys teologii małżeństwa i rodziny (Poznań – Warszawa 1979, tłumaczone na język włoski i francuski),
- Będziecie moimi świadkami (Szczecin 1987, tłumaczone na język hiszpański, włoski i niemiecki),
- Rodzina u progu trzeciego tysiąclecia (Warszawa 1995).

Przez wiele lat związany był ze środowiskiem Radia Maryja. Wspierał też Opus Dei, które w 1989 zaprosił do Polski.
Pochowany został w Łomiankach w kaplicy w założonym przez siebie Instytucie Studiów nad Rodziną. W 2007 na Cmentarzu Centralnym w Szczecinie z inicjatywy Stowarzyszenie Czas Przestrzeń Tożsamość posadzono drzewko poświęcone jego pamięci.

## Odznaczenia, wyróżnienia, upamiętnienie
Postanowieniem prezydenta RP Lecha Kaczyńskiego z 11 listopada 2006 został odznaczony Orderem Orła Białego. Wcześniej postanowieniem z 25 kwietnia 1995 prezydent Lech Wałęsa nadał mu Krzyż Komandorski z Gwiazdą Orderu Odrodzenia Polski. W 1991 otrzymał Wielki Krzyż Zasługi z Gwiazdą Orderu Zasługi Republiki Federalnej Niemiec (Großes Verdienstkreuz mit Stern und Schulterband).
Nadano mu honorowe obywatelstwo: Szczecina (1996), Łomianek (2003), Warszawy (2004), Stargardu (2005) i Polic (2005).
W 1992 uhonorowano go tytułem doktora honoris causa Uniwersytetu Szczecińskiego.
W 1990 otrzymał wyróżnienie honorowego członkostwa Instytutu Zachodniego, a w 1995 został odznaczony Medalem Polonia Mater Nostra Est.
W 2020 jego imieniem nazwano nowo budowany odcinek drogi w Szczecinie.